# Abu Rayhan al-Biruni
Abū al-Rayhān Muhammad ibn Ahmad al-Bīrūnī kendt som Alberonius på Latin og Al-Biruni på Engelsk, født 973 i Kath, død 1048 i Ghazni, var en persisk, khwarezmisk lærd og polyhistor.
al-Biruni anses som en af den islamiske guldalders største lærde. Han var velbevandret i fysik, matematik, astronomi og naturvidenskab, og udmærkede sig også som historiker, kronolog og lingvist. Han kunne begå sig på khwarezmisk, persisk, arabisk, sanskrit, og kendte også til græsk, hebraisk, assyrisk og berbisk. Han tilbragte en stor del af sit liv i Ghaznavidedynastiets hovedstad Ghazni (i det nuværende Afghanistan), hvorfra ghaznaviderne regerede det nuværende østlige Iran og det nordvestlige indiske subkontinent. I 1017 rejste han til det indiske subkontinent og introducerede gennem hans studier den islamiske verden til forskellige indiske videnskaber. Han fik titlerne "grundlægger af indologi" og "den første antropolog". Han fik derudover titlen al-Ustdadh ("Mesteren") i anerkendelse af hans bemærkelsesværdige beskrivelser af Indien i det tidlige 11. århundrede. Han har også ydet bidrag til geologi, og betragtes som "geodæsiens fader" for hans vigtige bidrag til dette område, sammen med hans betydelige bidrag til geografi.

## Liv
al-Biruni blev født i Kath (i dag Beruniy) i 973, der var hovedstaden det khwarezmiske Afrighid-dynasti. Han tilbragte sine første 25 år i Khwarezm, hvor han studerede fiqh, teologi, grammatik, matematik, astronomi, medicin og filosofi. Hans modersmål var, udover persisk, det nu uddøde iranske sprog khwarezmisk, der fra det 13. århundrede og frem gradvist blev erstattet med farsi og forskellige tyrkiske dialekter.
al-Biruni var venligt stemt over for afrighiderne, der regerede Khwarezm før Mamuniderne erobrede områet i 995. al-Biruni forlod sit hjemland og drog til Bukhara, der dengang var under den Samanidiske hersker Mansur 2. Herfra korresponderede han med den persiske videnskabsmand Avicenna,, og der findes bevarede udvekslinger af synspunkter imellem de to lærde.
I 998 tog han til den ziyaridiske emir Qabus af Tabaristans hof, hvor han skrev sit første betydelige værk, al-Athar al-Baqqiya 'et al-Qorun al-Khaliyya (bogstaveligt: "De resterende spor af de seneste århundreder" og oversat som "Kronologi over antikke nationer" eller "levn fra fortiden") om historisk og videnskabelig kronologi, sandsynligvis omkring år 1000.
I 1017 erobrede Mahmud af Ghazni byen Ray. De fleste lærde, heriblandt al-Biruni, blev taget til Ghazni, Ghaznavid-dynastiets hovedstad. al-Biruni blev udnævnt til hofastrolog og ledsagede Mahmud på hans flerårige erobringstogt i Indien. Her studerede han alle aspekter af Indien, og lærte muligvis sanskrit. I denne periode skrev han Kitab ta'rikh al-Hind ("Bogen om Indien") om indisk religion og filosofi, der lå færdig omkring år 1030.